# Жданово (Волоколамський район)
Жданово — село, входить до складу Міського поселення Волоколамськ. Станом на 2010 рік його населення становило 67 мешканців.

## Розташування
Село розташовано на північний схід від Волоколамська, поруч із Новоризьким шосе. Найближчі населені пункти Велике Нікольське, Нелідово, Муромцево.

## Населення
| 1852 | 1859 | 1926 | 2002 | 2006 | 2010 |
| ---- | ---- | ---- | ---- | ---- | ---- |
| 246  | ↗252 | ↗447 | ↘79  | ↘67  | ↗83  |